# Seznam řek v Albánii

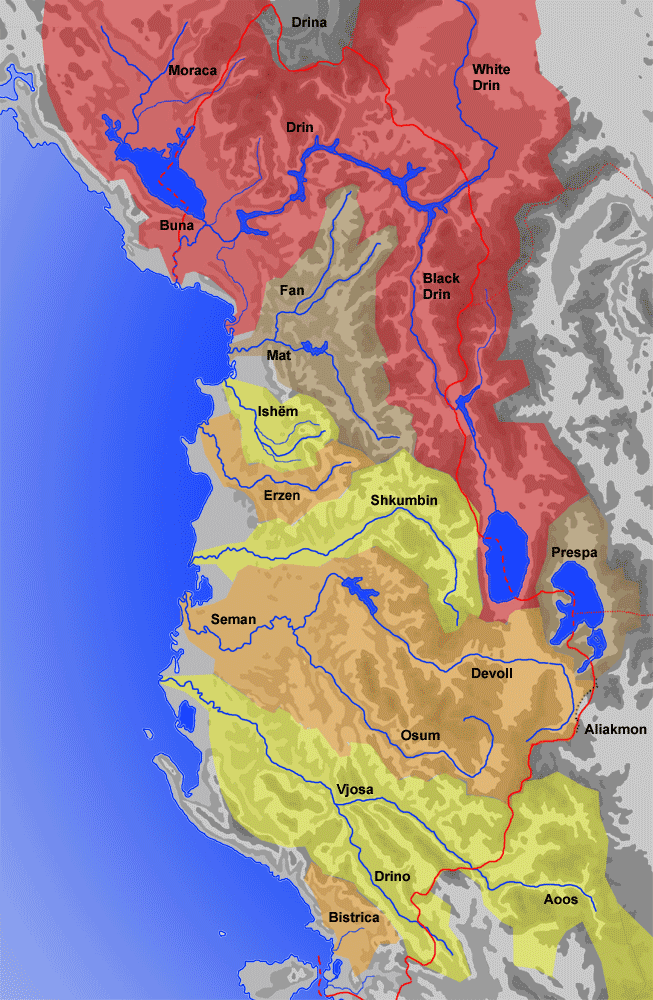
Mapa hlavních řek a jejich povodí v Albánii.

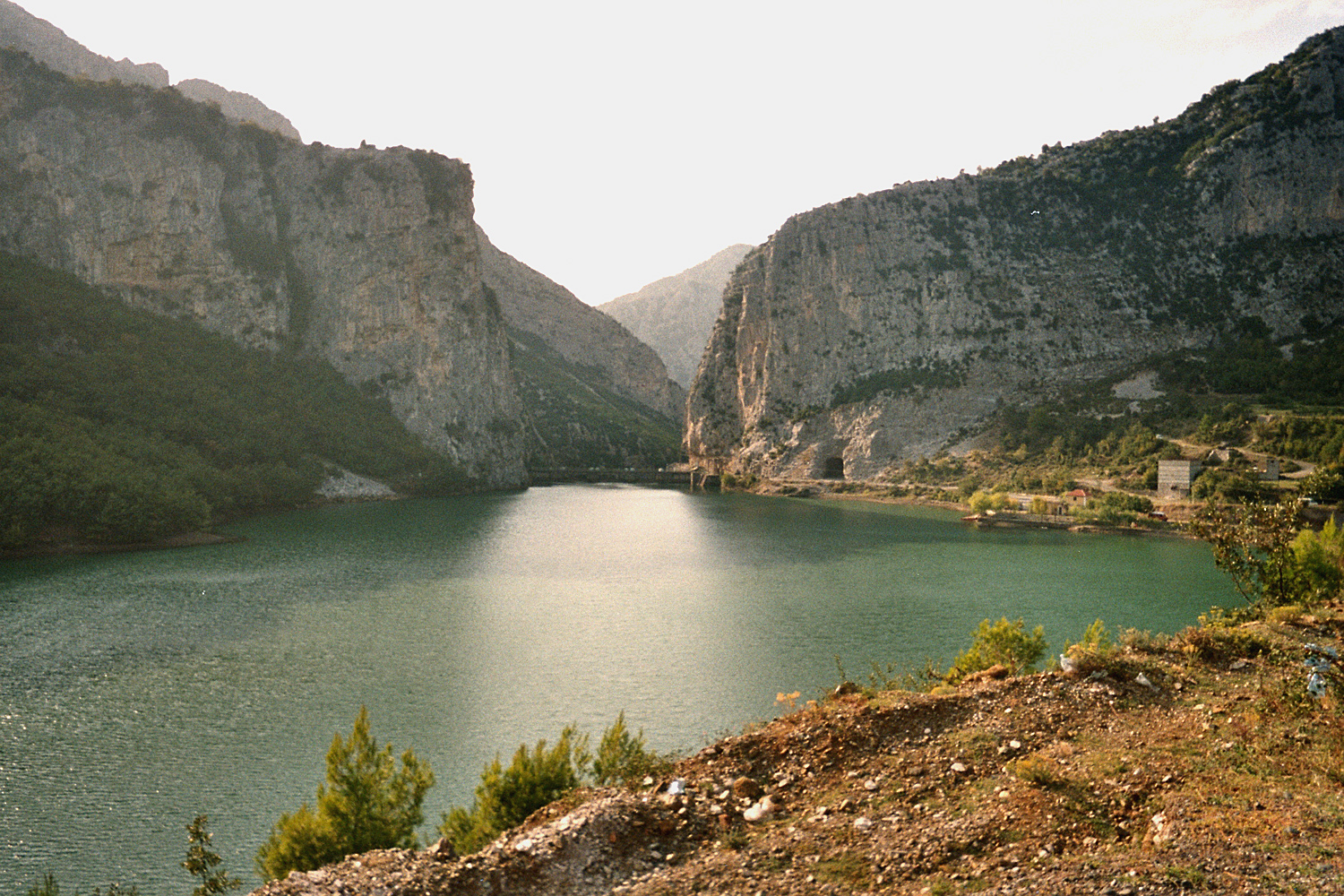
Řeka Mati v severní Albánii

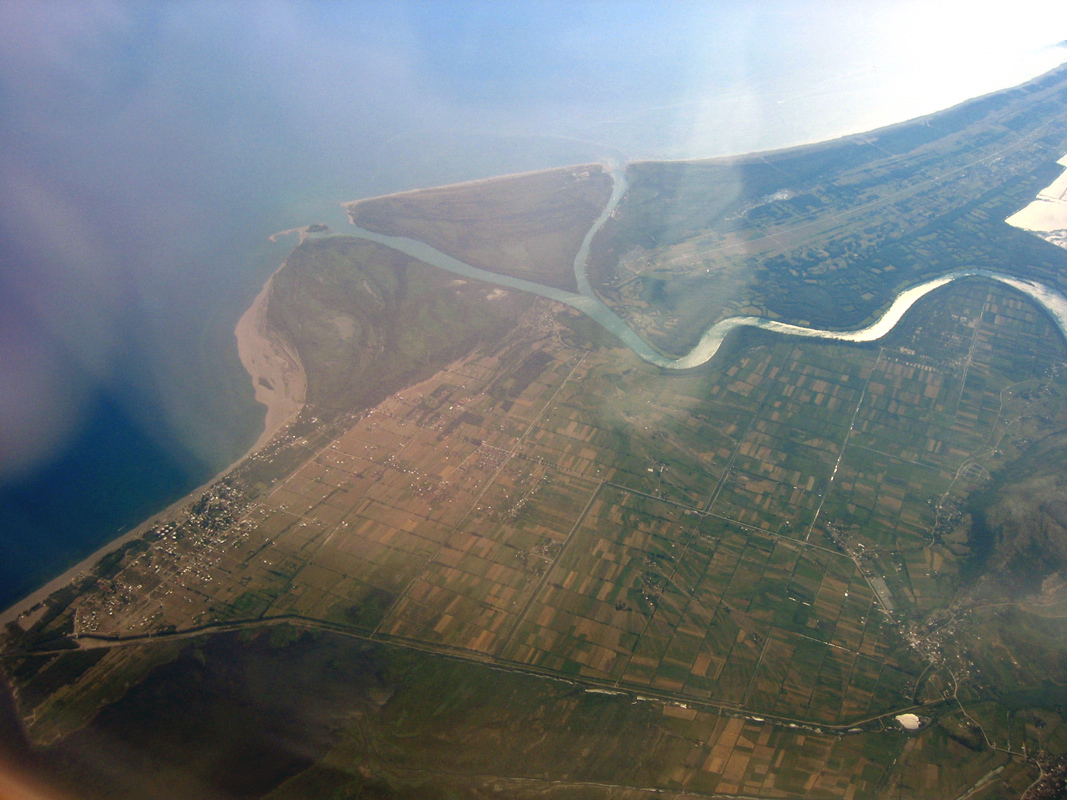
Ústí Buny na hranici s Černou Horou

Seznam řek v Albánii (albánsky řeka lumi) obsahuje řeky, které mají na území Albánie délku 100 km a více a také některé kratší.

## Tabulka řek
| Poř. | Řeka                | Délka (km) | Povodí (km²) | Ústí do       | Ústí kde                  | Geodata (OSM) |
| ---- | ------------------- | ---------- | ------------ | ------------- | ------------------------- | ------------- |
| 1.   | Devolli             | 196        | 3240         | Semani        | Poshnja (Albánie)         | OSM, WMF      |
| 2.   | Vjosa               | 192        | 6600         | Jaderské moře | Vlora (Albánie)           | OSM, WMF      |
| 3.   | Shkumbini           | 181        | ...          | Jaderské moře | ... (Albánie)             | OSM, WMF      |
| 4.   | Osum                | 161        | 2150         | Semani        | Poshnja (Albánie)         | OSM, WMF      |
| 5.   | Drin                | 148        | 12600        | Jaderské moře | ... (Albánie)             | OSM, WMF      |
| 6.   | Mati                | 115        | 2441         | Jaderské moře | ... (Albánie)             | OSM, WMF      |
| 7.   | Erzen               | 108        | ...          | Jaderské moře | ... (Albánie)             | OSM, WMF      |
| 8.   | Černý Drin          | 103        | ...          | Drin          | Kukës (Albánie)           | OSM, WMF      |
| 9.   | Fan + Velký Fan     | 94         |              | Mati          | Shkopet (Albánie)         | OSM, WMF      |
| 10.  | Semani              | 85         | 6000         | Jaderské moře | ... (Albánie)             | OSM, WMF      |
| 11.  | Ishëm/Gjola/Tërkuza | 79         | ...          | Jaderské moře | ... (Albánie)             | OSM, WMF      |
| 12.  | Drino               | 85         | ...          | Vjosa         | Tepelenë (Albánie)        | OSM, WMF      |
| ..   | Buna                | 44         | ...          | Jaderské moře | ... (Albánie/Černá Hora)  | OSM, WMF      |
| ..   | Bistrica            | 25         | ...          | Jaderské moře | ... (Albánie)             | OSM, WMF      |
| ..   | Cem                 | 23         | ...          | Morača        | ... (Černá Hora)          | OSM, WMF      |
| ..   | Vermoshi            | 20         | ...          | Drina         | ... (Bosna a Hercegovina) | OSM, WMF      |
| ..   | Bílý Drin           | 19         | 604          | Drin          | Kukës (Albánie)           | OSM, WMF      |

## Nezařazené řeky
Berisha, Bushtrica, Drino, Dunaveci, Fani, Fani i Madh, Fani i Vogël, Gomsiqja, Gostima, Gjadri, Gjanica, Gjolja, Ishmi, Kalasa, Kiri, Lana, Lesniqja, Nikaj, Qarishta, Pavllo, Rapuni, Shala, Shushica, Tërkuza, Tirana, Valbona, Zeza